# Lago Mashū

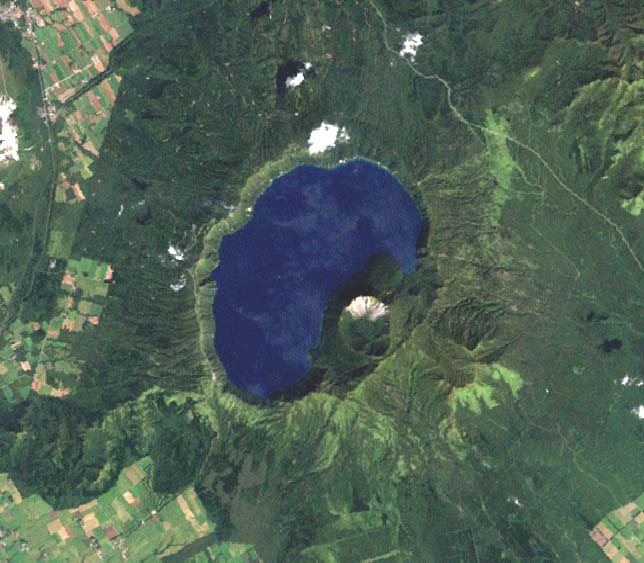
Il lago ripreso dal Landsat nel 1999.

Il lago Mashū (摩周湖?, Mashū-ko) è un lago craterico situato all'interno dalla caldera del vulcano Mashū, oggi inattivo. Si trova nel parco nazionale di Akan nel comune di Teshikaga nella sottoprefettura di Kushiro, nell'est dell'isola di Hokkaidō, in Giappone.

## Descrizione
Il lago Mashū è famoso per le sue acque cristalline, che nel 1931 lasciavano filtrare lo sguardo fino a 40 m di profondità, superando quindi per limpidezza quelle del lago Bajkal. Oggi la visibilità si aggira intorno ai 20 m. L'introduzione di due specie di trota e l'inquinamento atmosferico probabilmente peggiorano ulteriormente la situazione.
La limpidezza delle acque è dovuta al fatto che si trova a 351 metri sul livello del mare, viene alimentato esclusivamente da acque di fusione e da acqua piovana e non ospita praticamente nessuna forma di flora e fauna. Il lago Mashū non ha emissario.
Gli Ainu lo chiamano Kaminuō (letteralmente Lago degli Dei) e lo considerano sacro. Ancora oggi, in una notte d'estate, organizzano una festa sulle sue rive.
Il lago è noto anche per il fatto di essere coperto quasi continuamente da nuvole e nebbia, che solo raramente ne permettono una chiara visione. Secondo una leggenda locale, riuscire a scorgere nitidamente il lago con il bel tempo porterebbe sfortuna all'osservatore.
Una leggenda del folklore Ainu racconta che il lago, come altri laghi dell'Hokkaidō sarebbe abitato da un Amemasu, una creatura marina gigantesca, simile ad una grande balena responsabile di onde e terremoti che possono causare naufragi e inondazioni.
Il lago ha una superficie di 19,20 km², misura 20 km di lunghezza e ha una profondità che può raggiungere i 211,4 m.